# NGC 666
NGC 666 (również PGC 6483 lub UGC 1236) – galaktyka spiralna (S?), znajdująca się w gwiazdozbiorze Trójkąta. Odkrył ją Édouard Jean-Marie Stephan 22 listopada 1883 roku.